# Leonardo de Figueroa
Leonardo de Figueroa (Utiel, 1650 – Siviglia, 1730) è stato un architetto spagnolo.

## Biografia

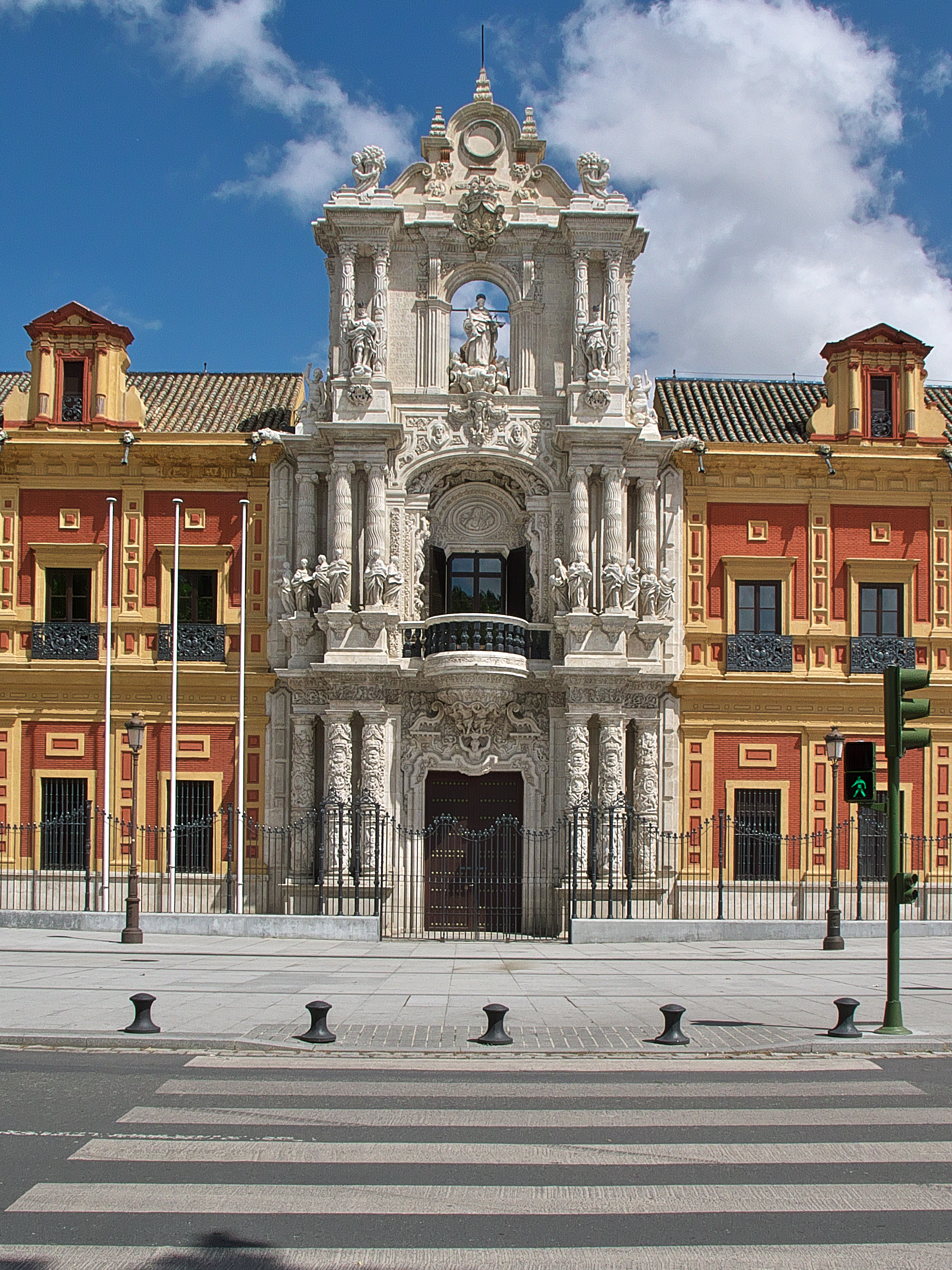
Palazzo di San Telmo a Siviglia

Figueroa fu un architetto spagnolo attivo a Siviglia verso la fine del Seicento e agli inizi del Settecento.
Non ha lasciato opere complete essendosi dedicato essenzialmente alla direzione dei lavori, sui quali peraltro si limitò ad intervenire di propria iniziativa solo in qualche fase.
Diresse dal 1702 al 1711 la costruzione della cupola della chiesa parrocchiale di San Salvatore a Siviglia, iniziata nel 1682 da Francesco Gomez Septier, su progetto di José Granados (la costruzione fu completata da Diego Diaz nel 1712).
Altro suo intervento è il completamento del frontale del palazzo di San Telmo, iniziato nel 1682 da Antonio Rodriguez, per il quale progettò, insieme a suo figlio Matias (Siviglia 1698-1765) il fastoso portale, poi completato dal nipote Antonio verso la fine del Settecento.
A Miguel, fratello di Leonardo e anch'egli architetto attivo a Siviglia, si devono la chiesa conventuale dei Domenicani di San Paolo (1692-1708), ora di Santa Maddalena, con pianta a tre navate, ampio transetto e cupola impostata sul quadrato a coronamento del superbo altare, e la chiesa dei Gesuiti di San Luigi, a pianta centrale con cupola e cupolette minori sulle cappelle correnti lungo i fianchi e lungo l'abside.
Entrambe le opere si caratterizzarono per sicurezza di mestiere e buon inserimento nella cultura del tempo, poiché il sapore coloristico e la ricca decorazione si collegano ai temi più rappresentativi del Barocco spagnolo.

## Opere
- Ospedale della Venerabile (1675-1697)
- Progetto della chiesa di Santa Maria Maddalena (1691-1706)
- Facciata dell'Ospedale della Carità
- Chiesa parrocchiale di San Salvatore a Siviglia (1702-1711)
- Facciata del palazzo di San Telmo

## Galleria d'immagini

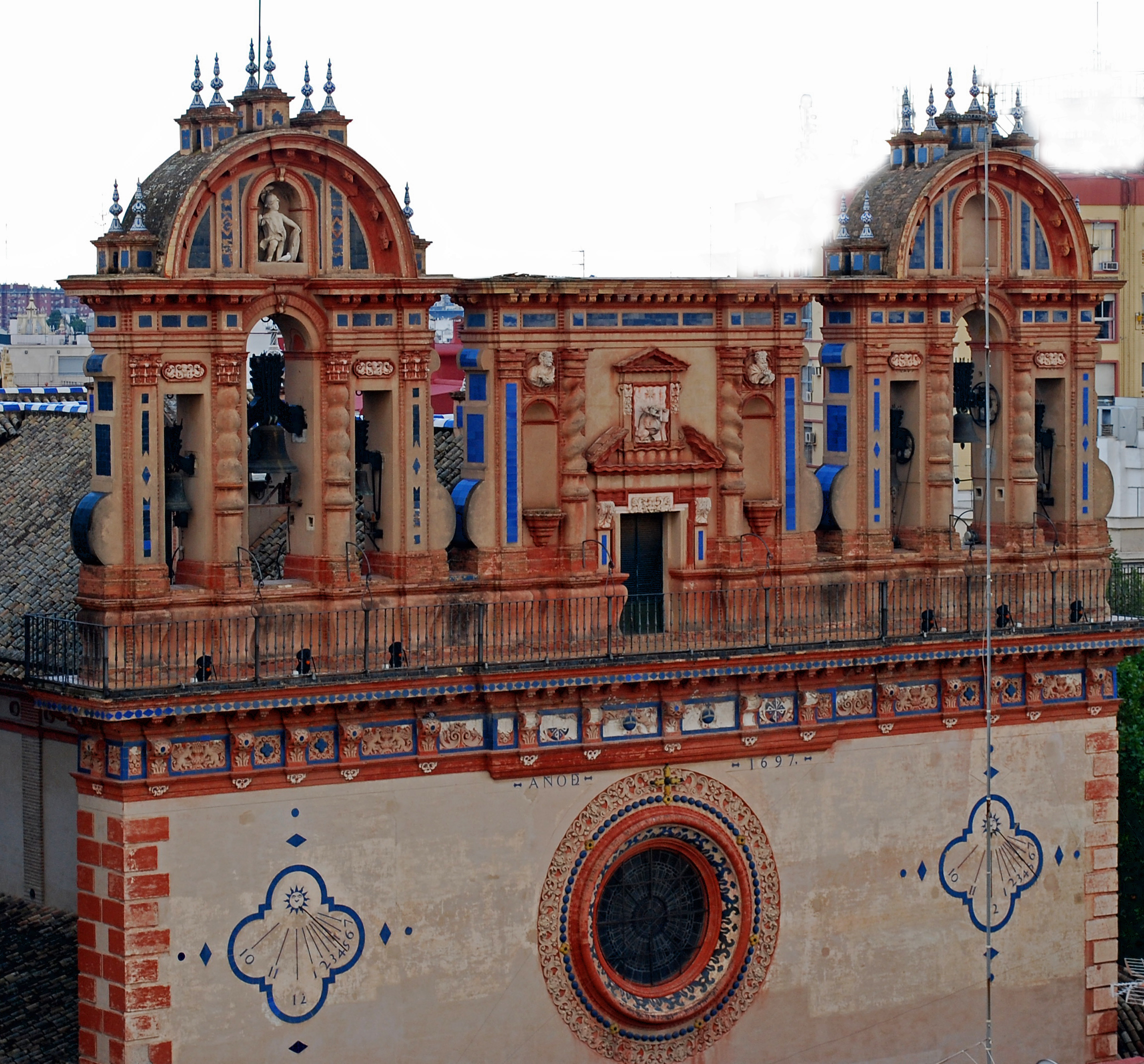
Chiesa di Santa María Maddalena.
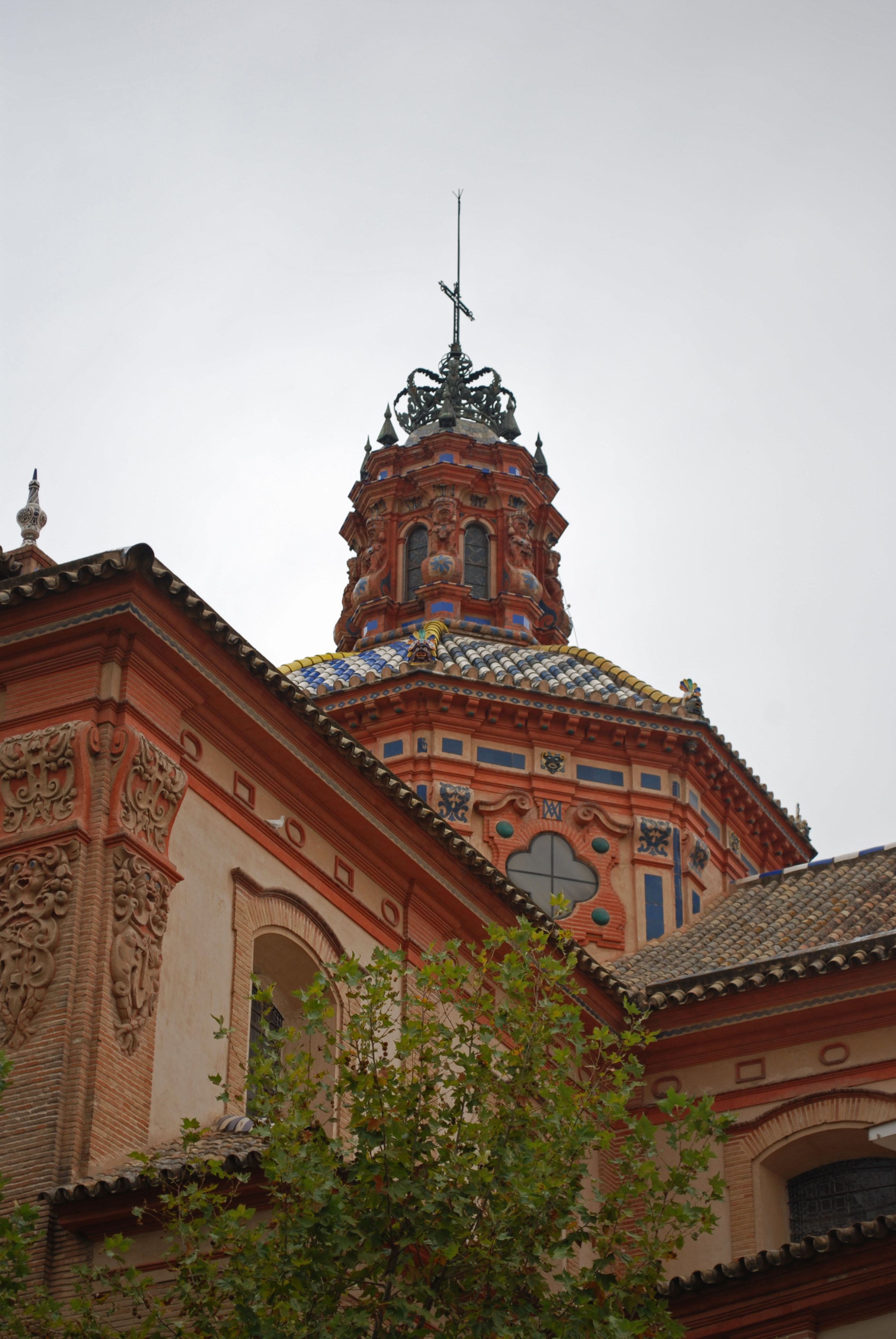
Cupola ottogonale della chiesa di Santa Maria Maddalena.
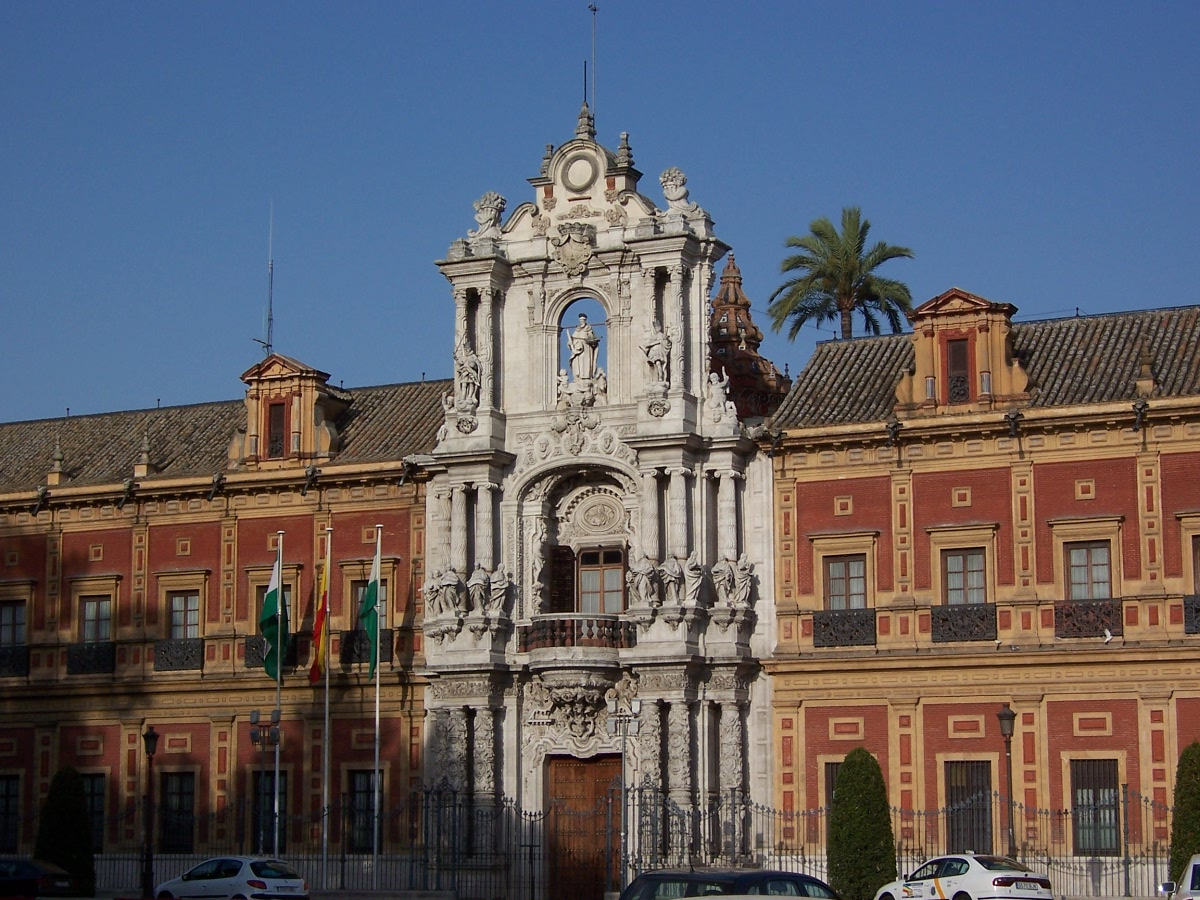
Facciata del palazzo di San Telmo.
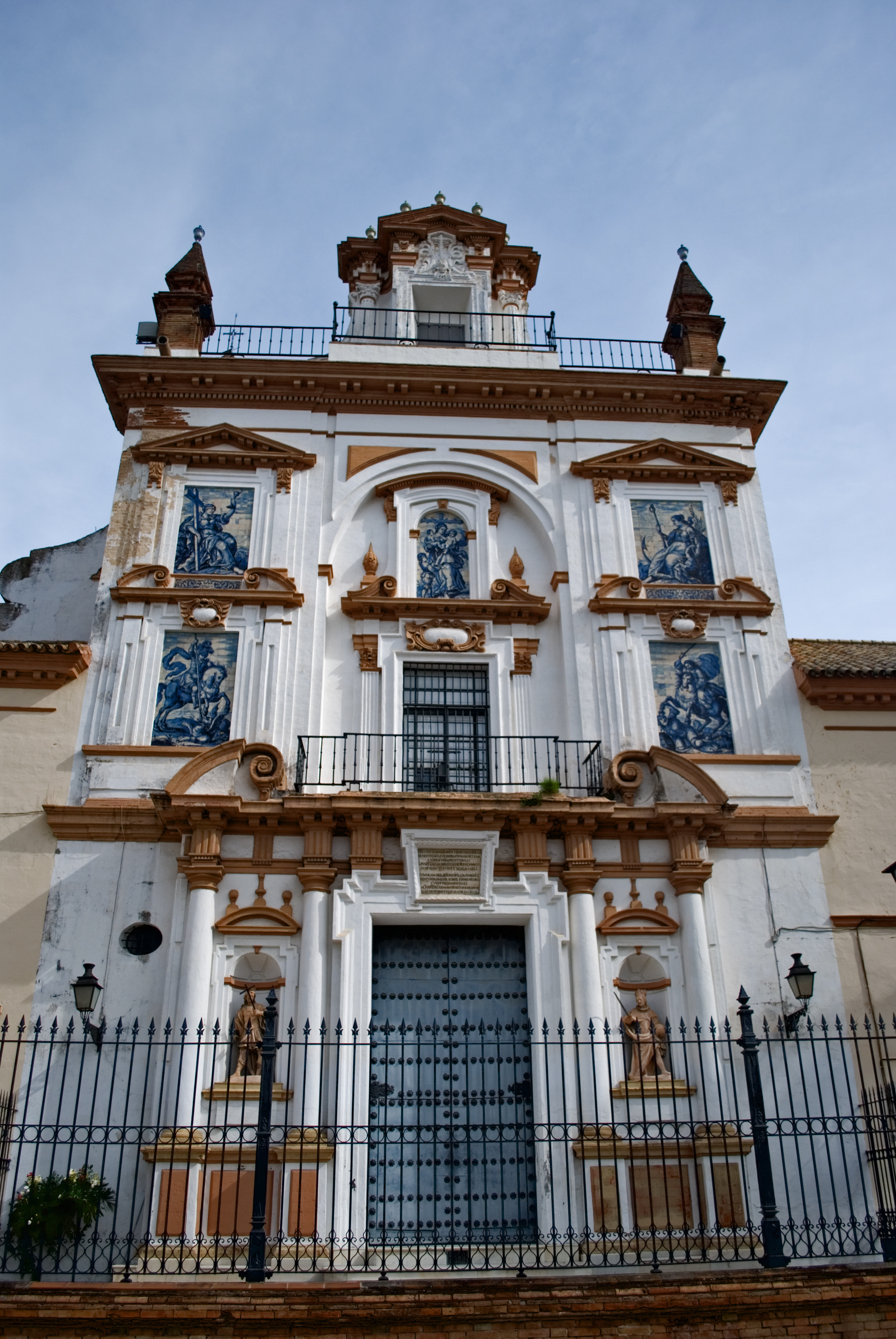
Facciata della chiesa di San Giorgio, dell'Ospedale della Carità.
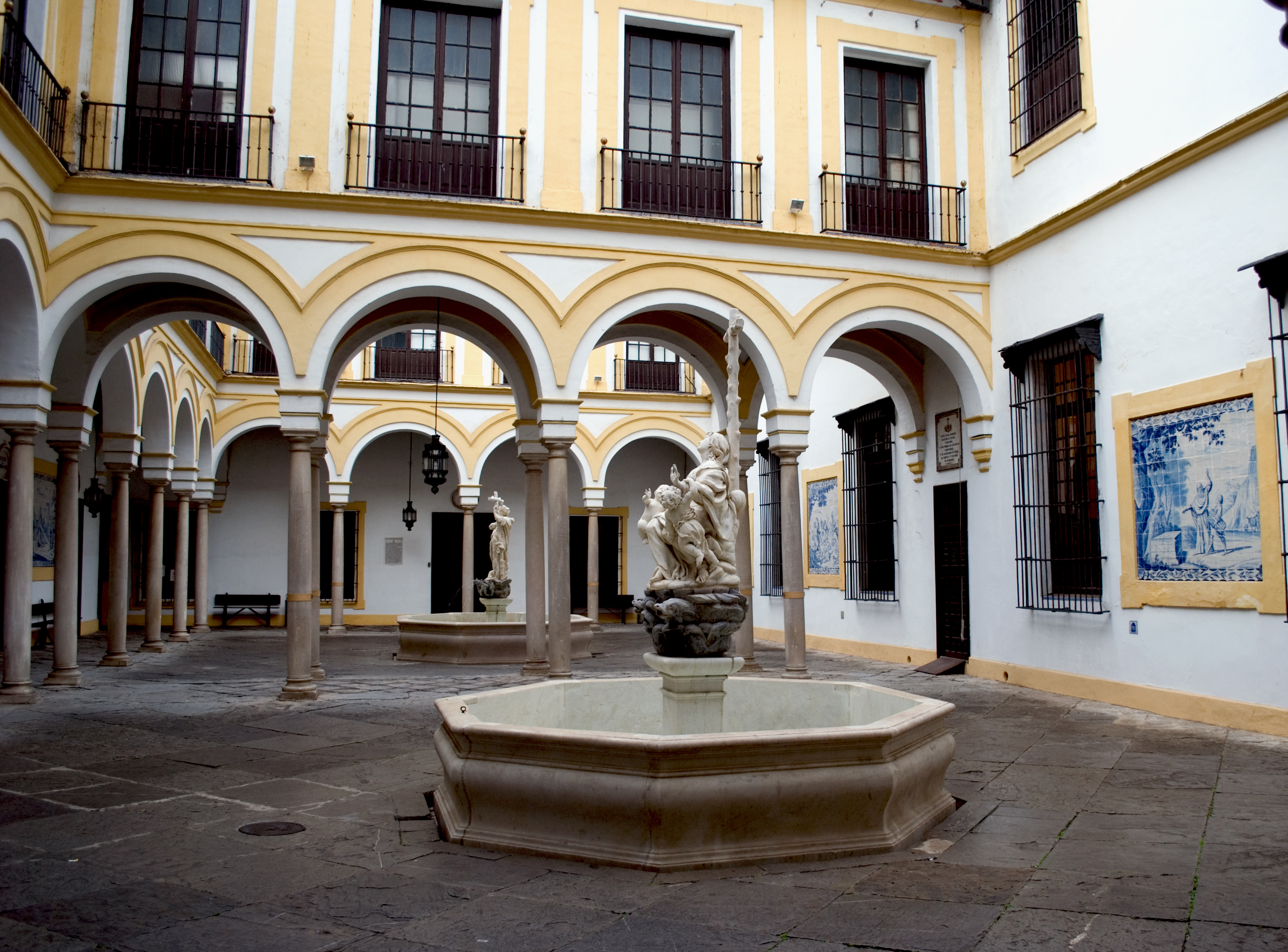
Cortile dell'Ospedale della Carità.
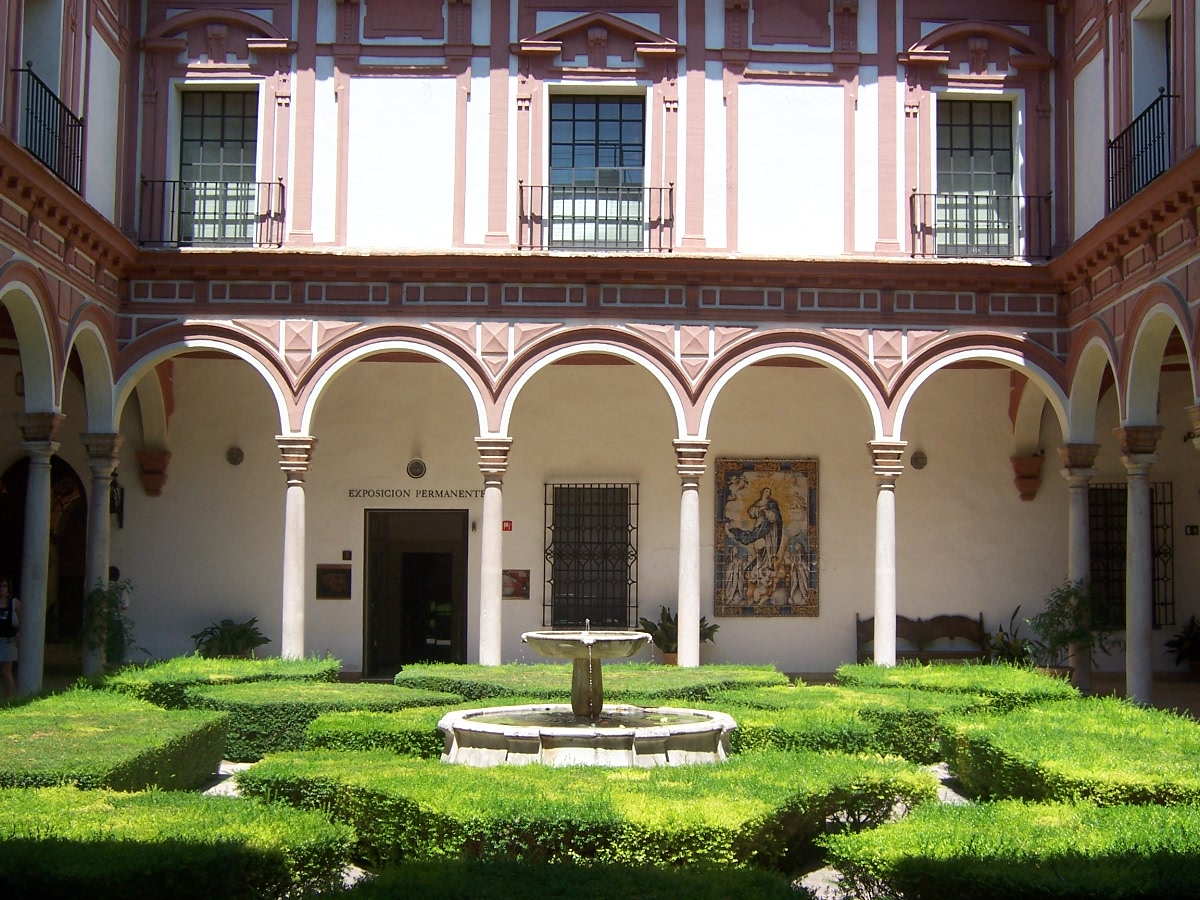
Museo delle Belle Arti di Siviglia.
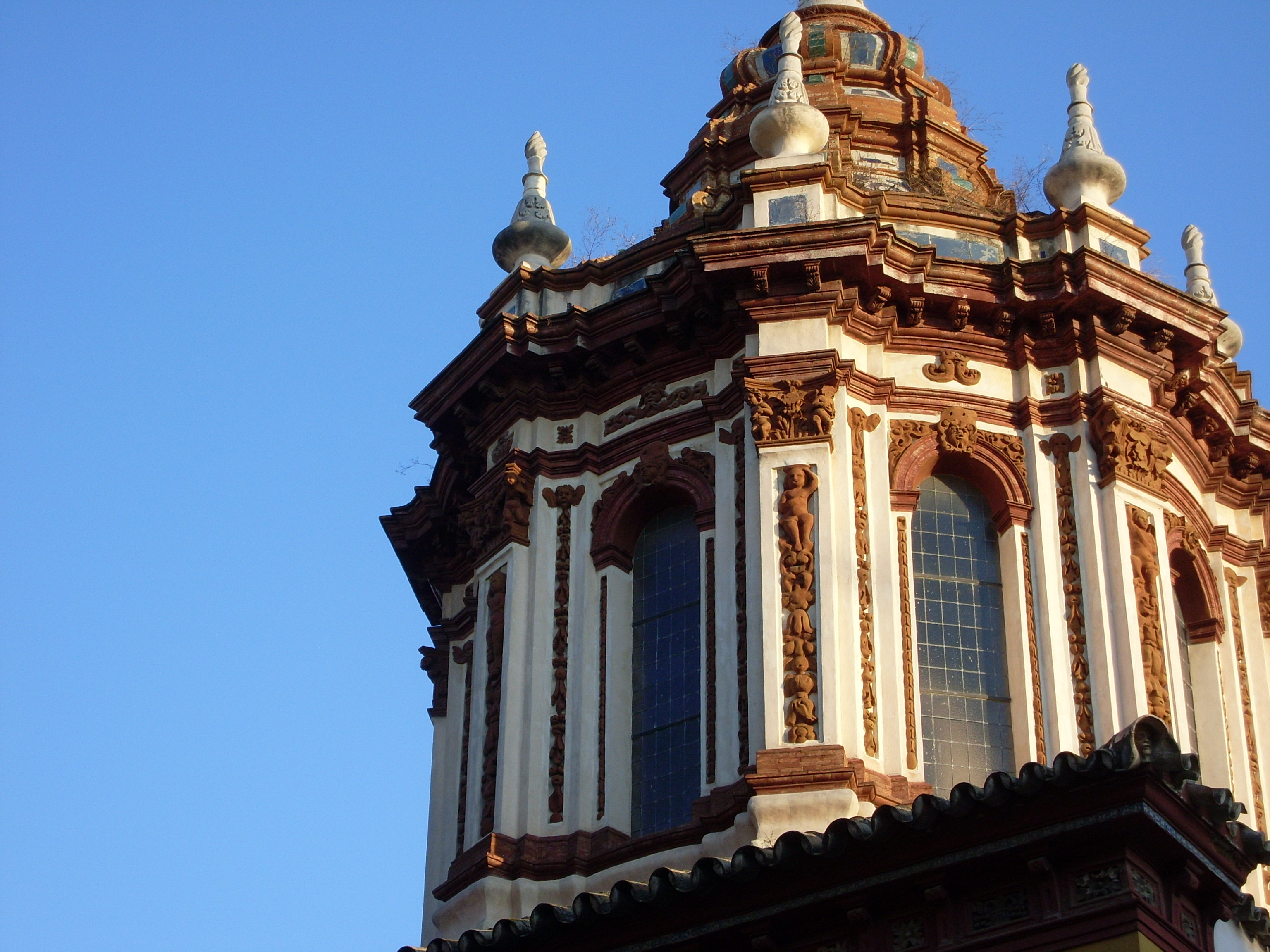
Particolare della lanterna della cappella sacramentale della chiesa di Santa Catalina.
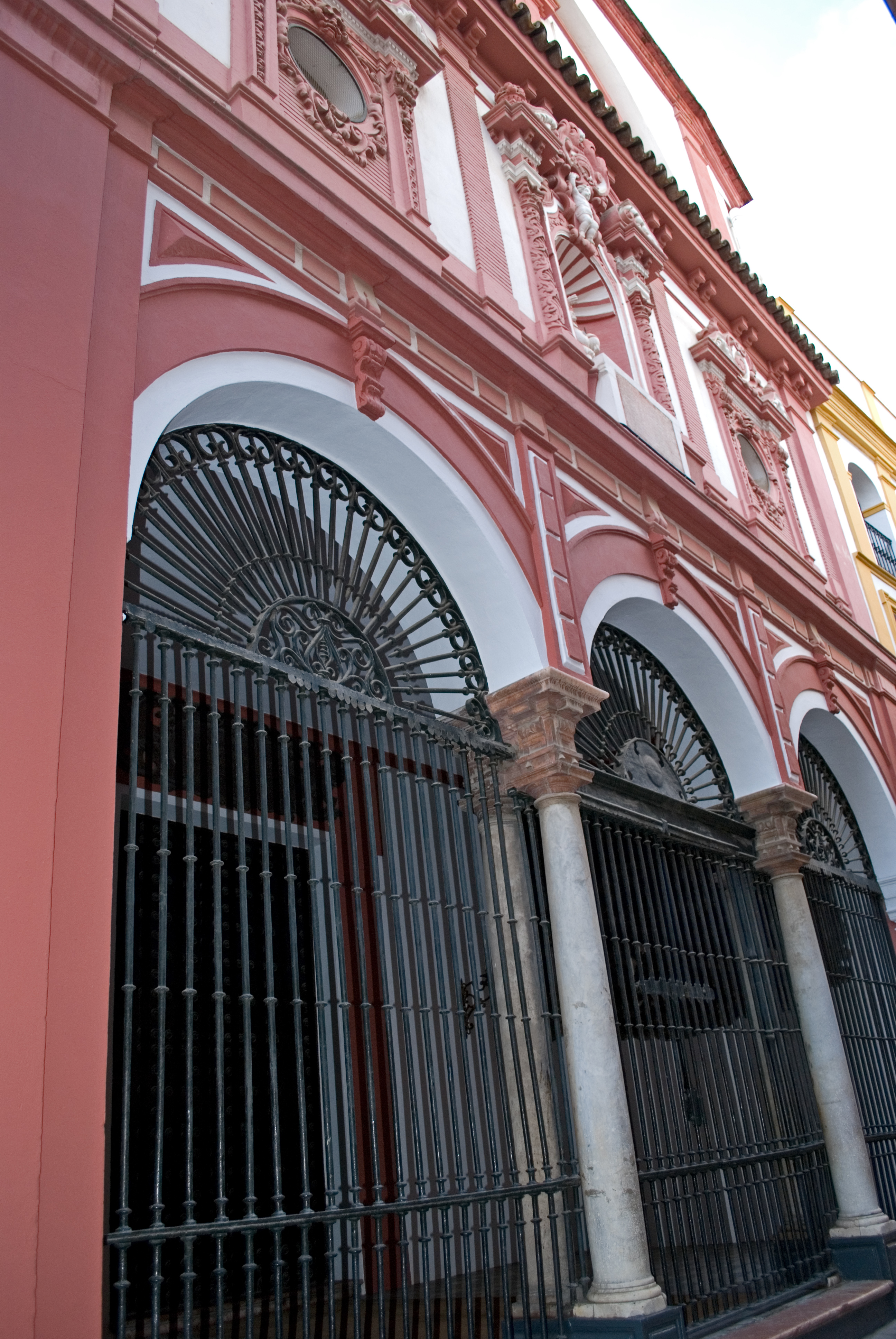
Ospedale della Venerabile.
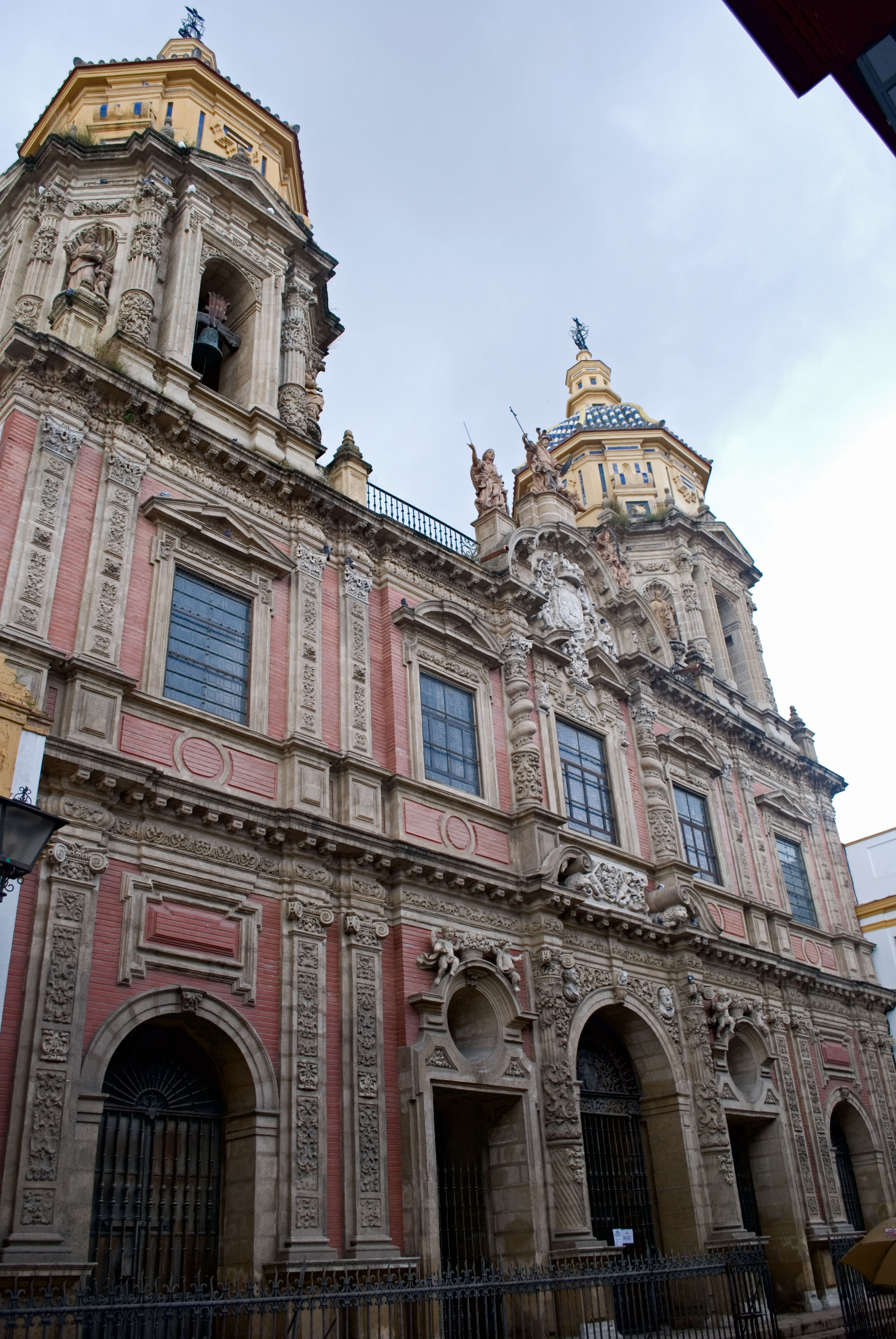
Esterno della chiesa di San Luigi di Francia.
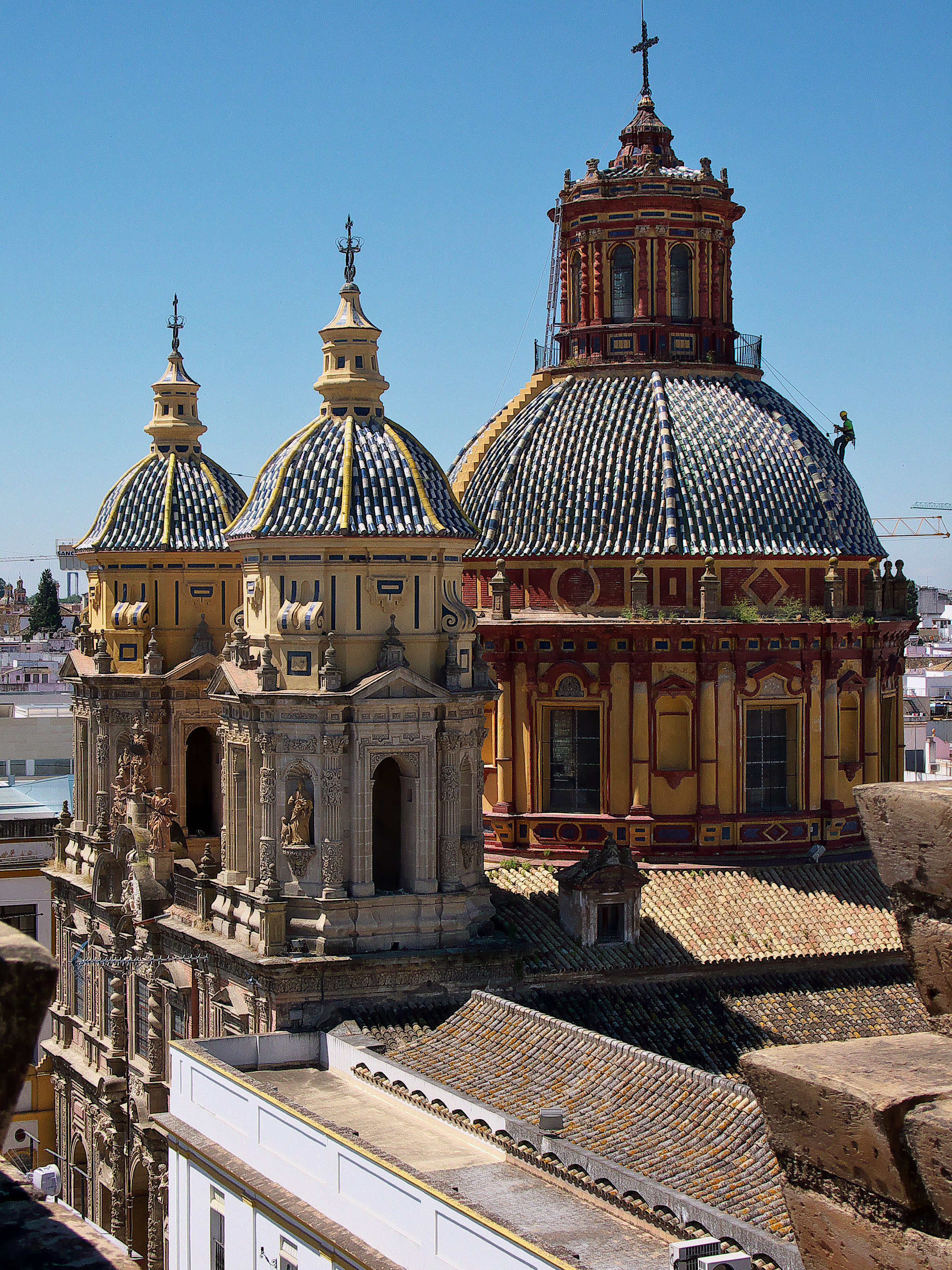
Esterno della chiesa di San Luigi di Francia.
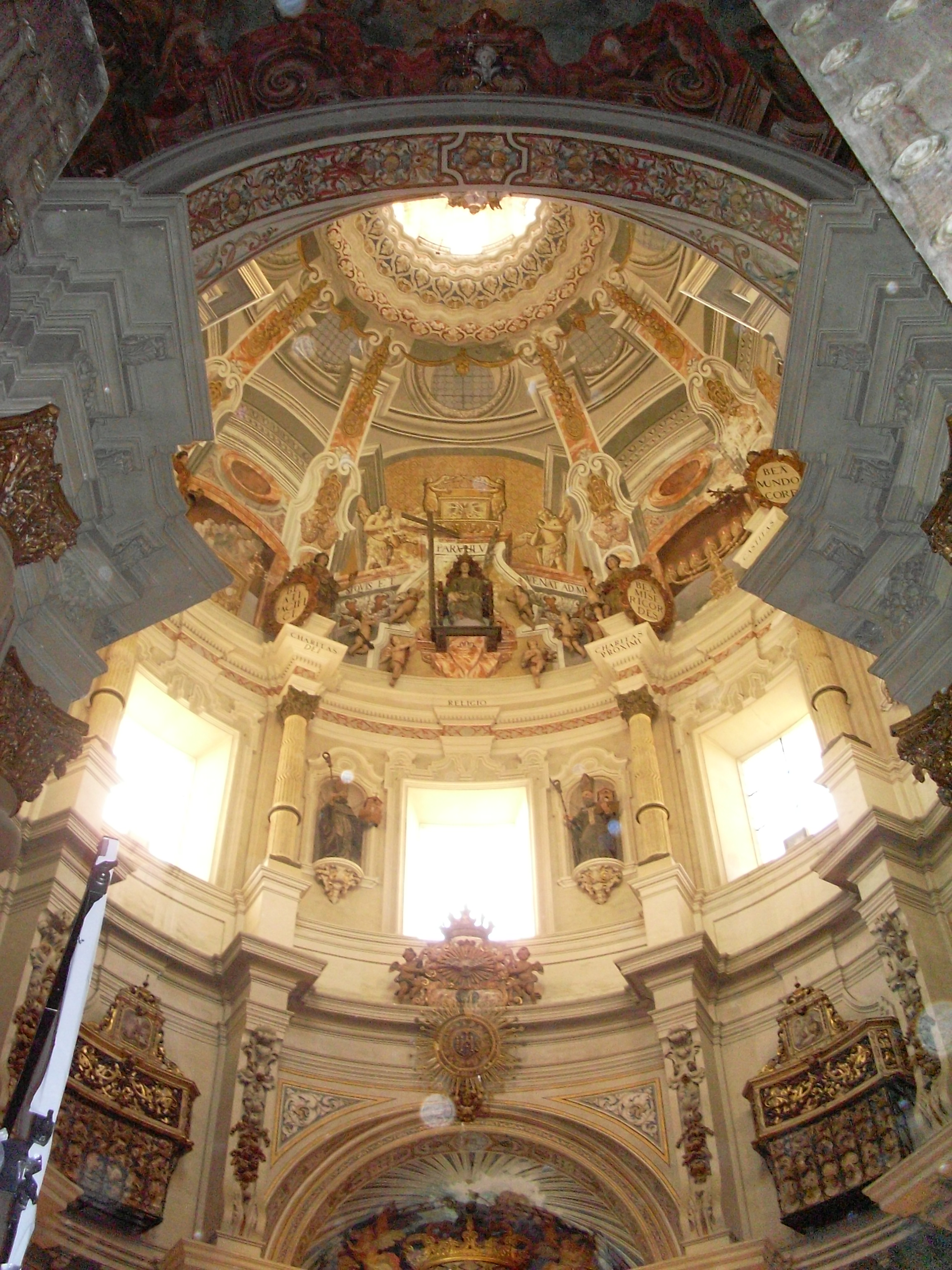
Interno della chiesa di San Luigi di Francia.